# Simona Radiș
Simona Geanina Radiș (n. 5 aprilie 1999, Botoșani, România) este o canotoare română, medaliată cu aur olimpic la Tokio 2020 și la Paris 2024.

## Carieră
Împreună cu Ancuța Bodnar a câștigat medalia de argint la Campionatele Mondiale de canotaj din 2019, medalia de aur la Campionatele Europene de canotaj din 2020, 2021 și 2022 și medalia de aur la Jocurile Olimpice de vară din 2020 de la Tokio, Japonia în proba de dublu vâsle, stabilind un nou record olimpic cu timpul de 6:41,03. La Tokio ea a fost și portdrapelul României la ceremonia de deschidere, împreună cu Robert Glință
În 2022 și 2023 Radiș și Bodnar au devenit campioane mondiale. La Jocurile Olimpice de la Paris din 2024 au câștigat medalia de argint. Iar în proba de 8+1 au cuecerit medalia de aur.

## Disctincții
- 2021 - Ordinul Meritul Sportiv clasa I[10]
- 2024 - Ordinul Național „Serviciul Credincios” în grad de Cavaler[11]
- 2025 - Cetățean de onoare al Craiovei[12]